# الجامعات الاوروبية في مصر
الجامعات الاوروبية في مصر هي مؤسسة جامعية تقع في العاصمة الادارية الجديدة، أُنشِئت بموجب القانون رقم 162/2018 في العاصمة الادارية الجديدة   الذي يحكم فروع الجامعات الدولية والمؤسسات الجامعية في مصر،  
وتشكل المؤسسة جزءًا من خطة التنمية المصرية 2030، والتي تؤكد على توسيع البنية التحتية التعليمية من خلال إنشاء مدارس وجامعات جديدة.أسسها محمود هاشم عبد القادر، وبدأت في خريف 2021 ، حيث قدمت دورات تدرس باللغة الإنجليزية

## الجامعات التي تستضيفها
تستضيف الجامعات الاوروبية في مصر ثلاث جامعات بريطانية
- جامعة لندن (UoL): تقدم برامج تحت الإشراف الأكاديمي من كلياتها ، بما في ذلك كلية لندن للاقتصاد والعلوم السياسية (LSE)، وجولدسميثس ، وكلية كينجز لندن ، وتحالف من ست كليات حقوق في جامعة لندن. [5]
- جامعة سنترال لانكشاير
- جامعة شرق لندن

ومعها الدراسات الأوروبية والدرجات الجامعية الأوروبية ذات الصلة  مع برامج على المستويات الجامعية والدراسات العليا والمهنية.تشمل برامج الدراسة حاليًا الاقتصاد  والإدارة والإدارات والمالية والسياسة  / السياسة والعلاقات الدولية ،  علوم الكمبيوتر ،  علم النفس ،  القوانين ،  ومعظم مجالات الهندسة (كذلك الهندسة الفضائية) ،  وكذلك ، في الآونة الأخيرة ، الهندسة المعمارية.في عام 2024 تم إنشاء فرع UEL ، مما يوفر فرص إضافية للدراسة في حرم EUE [مثلًا ، في مجال التسويق وإدارة الموارد البشرية والفن الجميلة والتصميم (الموضة والجرافيك) وعلاج الرياضة والتحفيز ، وكذلك العلاج البدني.
كما تعد EUE "مركز تعليم معترف به" في UoL وأصبحت تابعة لمؤسسة الجامعات الأوروبية (EUA) في عام 2022.